# Kamil Zubelewicz
Kamil Zubelewicz (ur. 15 grudnia 1978 w Warszawie) – polski ekonomista, członek Rady Polityki Pieniężnej w kadencji 2016–2022.

## Życiorys
Absolwent Szkoły Podstawowej nr 309 i XLIX Liceum Ogólnokształcące im. Johanna Wolfganga Goethego w Warszawie (1996). Był laureatem olimpiady historycznej w roku szkolnym 1995/1996 oraz stypendystą Krajowego Funduszu na rzecz Dzieci (od VII klasy szkoły podstawowej do IV klasy liceum). Ukończył międzynarodowe stosunki gospodarcze i polityczne w Szkole Głównej Handlowej w Warszawie, a także studia na Wydziale Prawa i Administracji Uniwersytetu Warszawskiego. Stopień naukowy doktora nauk ekonomicznych uzyskał w 2007 na podstawie rozprawy pt. Fundusze publiczne w Polsce w okresie transformacji na Wydziale Nauk Ekonomicznych UW.
W latach 2008–2014 był adiunktem w Instytucie Studiów Politycznych PAN. Od 2003 związany z Collegium Civitas, od 2015 jako prorektor ds. dydaktycznych. Udzielał się zawodowo jako współpracownik Centrum im. Adama Smitha oraz ekspert Instytutu Jagiellońskiego. Stypendysta McKinsey & Company oraz Fundacji im. Lesława A. Pagi.
17 lutego 2016 prezydent RP powołał go w skład Rady Polityki Pieniężnej na sześcioletnią kadencję.

## Wybrane publikacje
- Księga prasowa Muzeum Powstania Warszawskiego (red.), Warszawa: Muzeum Powstania Warszawskiego 2004.
- Krzysztof Dzierżawski, Krótki kurs ekonomii praktycznej (wybór tekstów), Warszawa: Centrum im. Adama Smitha 2006.
- Fundusze publiczne w Polsce w okresie transformacji, Warszawa: Instytut Jagielloński – Collegium Civitas 2011.
- Dzień wolności podatkowej 2014 (współautor), Warszawa: Centrum im. Adama Smitha 2014.